# ATP Challenger Puerto Vallarta-2
Der ATP Challenger Puerto Vallarta (offiziell: Puerto Vallarta Challenger) war ein Tennisturnier, das zwischen 1994 und 1998 in Puerto Vallarta, Mexiko, stattfand. Es gehörte zur ATP Challenger Tour und wurde in der Halle auf Hartplatz gespielt.

## Liste der Sieger

### Einzel
| Jahr | Sieger            | Finalgegner       | Ergebnis          |
| ---- | ----------------- | ----------------- | ----------------- |
| 1998 | Geoff Grant       | Mariano Sánchez   | 6:2, 6:4          |
| 1997 | Andrei Merinow    | Mark Knowles      | 6:3, 7:6          |
| 1996 | Geoff Grant       | Nicola Bruno      | 6:1, 6:4          |
| 1995 | nicht ausgetragen | nicht ausgetragen | nicht ausgetragen |
| 1994 | Michael Joyce     | Leonardo Lavalle  | 6:1, 7:6          |

### Doppel
| Jahr | Sieger                             | Finalgegner                   | Ergebnis          |
| ---- | ---------------------------------- | ----------------------------- | ----------------- |
| 1998 | Luis-Enrique Herrera Gabriel Trifu | Ota Fukárek Régis Lavergne    | 6:3, 6:4          |
| 1997 | Alejandro Hernández Óscar Ortiz    | Francisco Montana Jack Waite  | 4:6, 6:2, 6:1     |
| 1996 | Francisco Montana Jack Waite       | Claude N’Goran Daniel Orsanic | 6:2, 6:3          |
| 1995 | nicht ausgetragen                  | nicht ausgetragen             | nicht ausgetragen |
| 1994 | Pablo Albano Nicolás Pereira       | Paul Kilderry Simon Youl      | 6:4, 3:6, 7:6     |